# Valdunciel
Valdunciel ist eine kleine westspanische Gemeinde (municipio) in der Provinz Salamanca in der Autonomen Gemeinschaft Kastilien-León. 2024 hatte die Gemeinde 110 Einwohner. Zur Gemeinde gehören neben dem Hauptort Valdunciel die Ortschaften Naharros de Valdunciel, El Chinarral und Huelmos de San Joaquín sowie die Wüstungen Huelmos de Cañedo und Los Jarales.

## Geographie
Valdunciel befindet sich etwa zwölf Kilometer nördlich vom Stadtzentrum der Provinzhauptstadt Salamanca in einer Höhe von ca. 805 m. Durch den Nordwesten der Gemeinde führt die Autovía A-66.

## Bevölkerungsentwicklung
| Jahr      | 1900 | 1920 | 1950 | 1970 | 1981 | 1991 | 2001 | 2011 | 2021 |
| Einwohner | 341  | 331  | 375  | 292  | 175  | 138  | 112  | 104  | 103  |

## Sehenswürdigkeiten
- Iglesia de San Vicente Mártir (Vinzenzkirche)

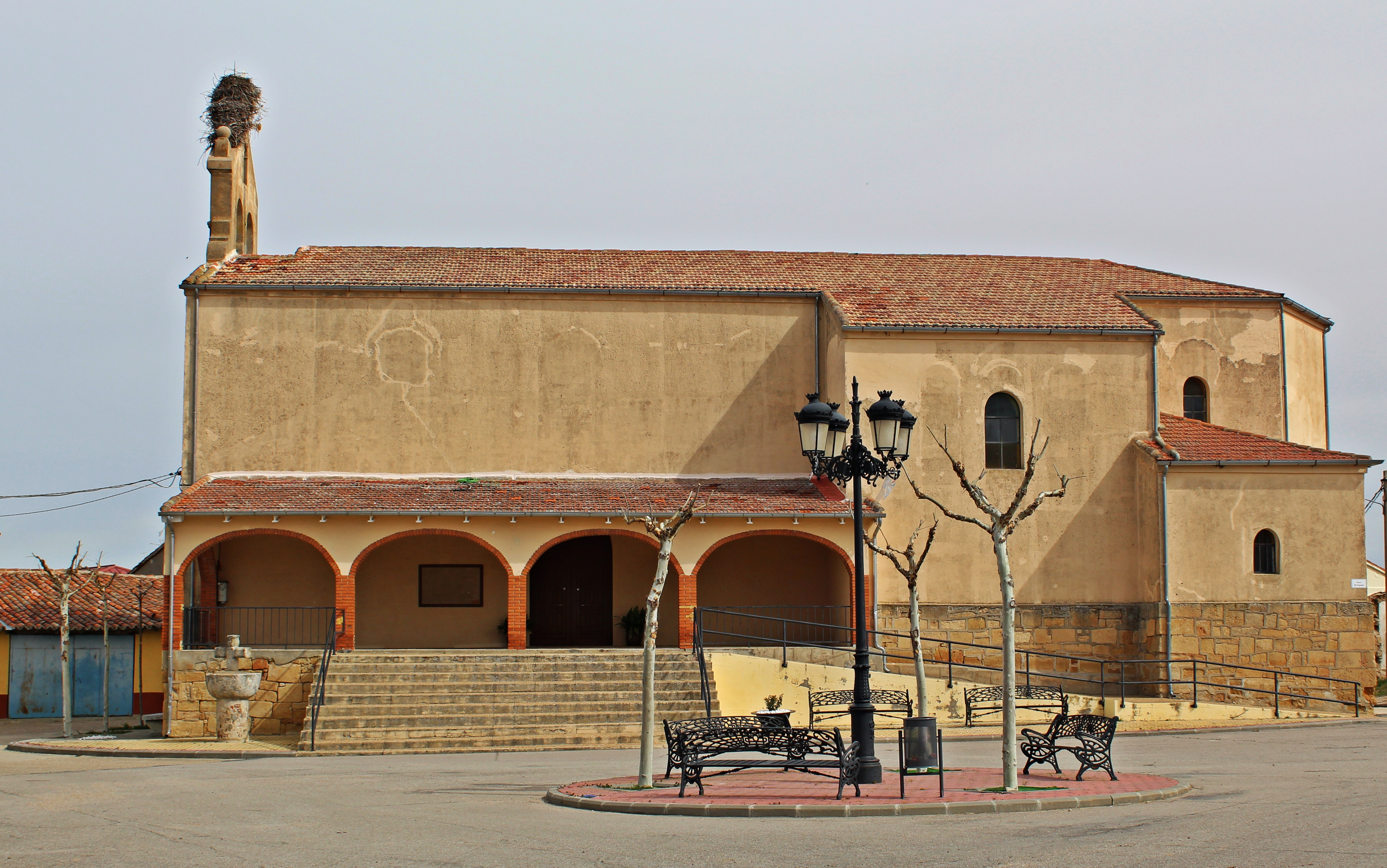
Vinzenzkirche
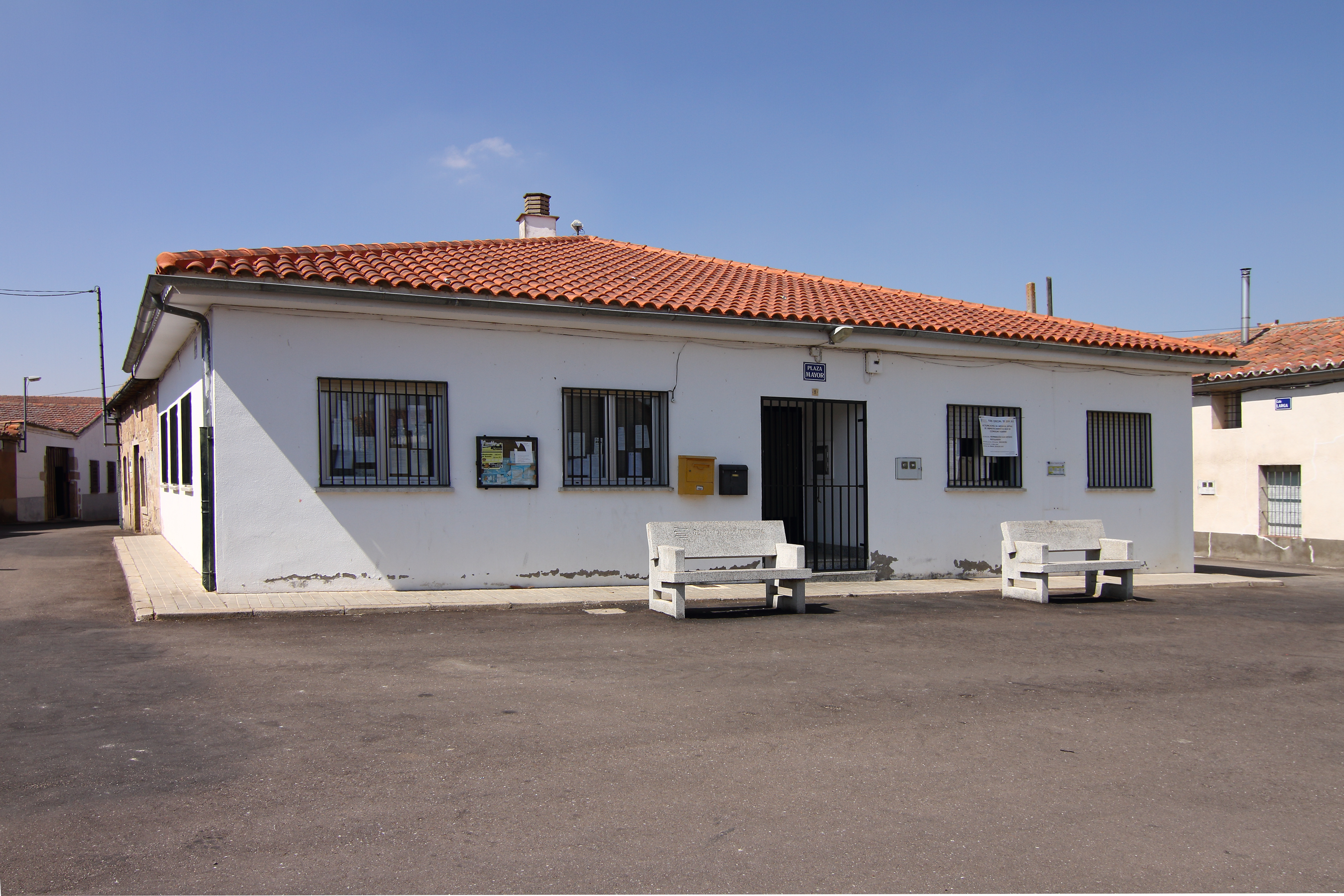
Rathaus

## Persönlichkeiten
- Martín Alonso Pedraz (1903–1986), Philologe und Essayist